# Romain Miro
Pas d'image ? Cliquez ici

a Compétitions nationales et continentales officielles uniquement.

Romain Miro (dit La mire), né le 20 avril 1985 à Oloron-Sainte-Marie (Pyrénées-Atlantiques), est un joueur de rugby à XV français qui évolue au poste de pilier (1,90 m pour 115 kg) au sein de l'effectif du CA Lannemezan, après avoir été joueur à la Section paloise.

## Carrière

### Club
- SC Lasseube 1990-2002
- Section paloise 2006-2009  (Pro D2)
- CA Lannemezan 2009-2010 (Pro D2)
- FC Lourdes 2010-2014 (Fédérale 1)
- Stade bagnérais 2014-2018 (Fédérale 1)